# Оберрайхенбах (Баден-Вюртемберг)
Оберрайхенбах (нім. Oberreichenbach) — громада в Німеччині, знаходиться в землі Баден-Вюртемберг. Підпорядковується адміністративному округу Карлсруе. Входить до складу району Кальв.
Площа — 35,99 км2. Населення становить 2875 ос. (станом на 31 грудня 2020).